# Vescisa interrupta
Vescisa interrupta är en fjärilsart som beskrevs av W. Warren 1913. Vescisa interrupta ingår i släktet Vescisa och familjen nattflyn. Inga underarter finns listade i Catalogue of Life.